# Kanton Aillant-sur-Tholon
Kanton Aillant-sur-Tholon is een voormalig kanton van het Franse departement Yonne. Het kanton maakte deel uit van het arrondissement Auxerre. Het werd opgeheven als gevolg van de administratieve herindeling beslist in 2013 en van kracht sinds 22 maart 2015. De gemeenten zijn daarbij opgenomen in het aangrenzende kanton Charny, met uitzondering van Branches dat werd opgenomen in het nieuwe kanton Auxerre-2.

## Gemeenten
Het kanton Aillant-sur-Tholon omvatte de volgende gemeenten:
- Aillant-sur-Tholon (hoofdplaats)
- Branches
- Champvallon
- Chassy
- Fleury-la-Vallée
- Guerchy
- Laduz
- Les Ormes
- Merry-la-Vallée
- Neuilly
- Poilly-sur-Tholon
- Saint-Aubin-Château-Neuf
- Saint-Martin-sur-Ocre
- Saint-Maurice-le-Vieil
- Saint-Maurice-Thizouaille
- Senan
- Sommecaise
- Villemer
- Villiers-sur-Tholon
- Volgré